# Лёвар, Хенриетте
Хенрие́тте Лёвар (норв. Henriette Løvar, урождённая Хенрие́тте Ванг, норв. Henriette Wang; род. 22 августа 1979) — норвежская кёрлингистка.

## Достижения
- Зимние Универсиады: бронза (2003).
- Чемпионат Норвегии по кёрлингу среди женщин: серебро (2010, 2017).[1]

- Почётный приз Всемирной федерации кёрлинга Frances Brodie Award: 2011.

## Команды
| Сезон   | Четвёртый       | Третий          | Второй                                     | Первый                                     | Запасной                                       | Турниры                              |
| ------- | --------------- | --------------- | ------------------------------------------ | ------------------------------------------ | ---------------------------------------------- | ------------------------------------ |
| 1996—97 | Линн Гитмарк    | Хенриетте Ванг  | Cathinka Ring Heger                        | Марианне Рёрвик                            | Hege Elin Skogan                               | ЧМЮ 1997 (10 место)                  |
| 1997—98 | Марианне Рёрвик | Линн Гитмарк    | Хенриетте Ванг                             | Камилла Хольт                              | Cathinka Ring Heger                            | ЧМЮ 1998 (8 место)                   |
| 1998—99 | Хенриетте Ванг  | Линн Гитмарк    | Марианне Рёрвик                            | Камилла Хольт                              | Cathinka Ring Heger                            | ЧМЮ 1999 (8 место)                   |
| 1999—00 | Линн Гитмарк    | Марианне Рёрвик | Cathinka Ring Heger                        | Хенриетте Ванг                             | Шарлотте Ховринг                               | ЧМЮ 2000 (8 место)                   |
| 2000—01 | Линн Гитмарк    | Марианне Рёрвик | Хенриетте Ванг                             | Cathinka Ring Heger                        | Шарлотте Ховринг                               | ЧМЮ 2001 (8 место)                   |
| 2002—03 | Линн Гитмарк    | Марианне Рёрвик | Шарлотте Ховринг                           | Хенриетте Ванг                             |                                                | ЗУ 2003                              |
| 2006—07 | Линн Гитмарк    | Хенриетте Ванг  | Camilla Groeseth                           | Gina Groeseth                              |                                                |                                      |
| 2008—09 | Марианне Рёрвик | Хенриетте Лёвар | Ингрид Стенсруд (ЧЕ) Кристин Скаслиен (ЧМ) | Кристин Скаслиен (ЧЕ) Ингрид Стенсруд (ЧМ) | Кристин Лёвсет                                 | ЧЕ 2008 (11 место) ЧМ 2009 (9 место) |
| 2009—10 | Марианне Рёрвик | Линн Гитмарк    | Хенриетте Лёвар                            | Кристин Скаслиен                           | Ингрид Стенсруд тренер: Петтер Моэ             | ЧЕ 2009 (7 место)                    |
| 2009—10 | Линн Гитмарк    | Хенриетте Лёвар | Ингрид Стенсруд                            | Кристин Скаслиен                           | Кристин Лёвсет                                 | ЧМ 2010 (9 место)                    |
| 2009—10 | Линн Гитмарк    | Хенриетте Лёвар | Camilla Grøseth                            | Кристин Лёвсет                             |                                                | ЧНЖ 2010                             |
| 2010—11 | Линн Гитмарк    | Хенриетте Лёвар | Ингрид Стенсруд                            | Кристин Скаслиен                           | Марианне Рёрвик (ЧМ) тренер: Тормод Андреассен | ЧЕ 2010 (5 место) ЧМ 2011 (10 место) |
| 2011—12 | Линн Гитмарк    | Хенриетте Лёвар | Ингрид Стенсруд                            | Кристин Скаслиен                           | Марианне Рёрвик                                | ЧЕ 2011 (10 место)                   |
| 2016—17 | Линн Гитмарк    | Хенриетте Лёвар | Кристин Лёвсет                             | Гёрил Бюэ                                  |                                                | ЧНЖ 2017                             |

(скипы выделены полужирным шрифтом; см. также )